# Stare dobre czasy
Stare dobre czasy – antologia opowiadań science fiction napisanych w Złotym wieku fantastyki, w przedziale lat 50.-70. Wydawnictwo zredagował Gardner Dozois. Wydane przez St. Martin's Griffin w 1998 r., polską edycję wydała oficyna Prószyński i S-ka w 2001 r.

## Zawartość
- A.E. van Vogt – Rull (The Rull)
- James H. Schmitz – Druga noc lata (The Second Night of Summer)
- L. Sprague de Camp – Gwizdek Galtona (The Galton Whistle)
- Jack Vance – Nowy Najwyższy (The New Prime)
- C. M. Kornbluth – Ta cząstka chwały (That Share of Glory)
- Leigh Brackett – Ostatnie dni Shandakoru (The Last Days of Shandakor)
- Murray Leinster – Misja badawcza (Exploration Team)
- Poul Anderson – Ludzie Nieba (The Sky People)
- Gordon R. Dickson – Człowiek w torbie na listy (The Man in the Mailbag)
- Cordwainer Smith – Male ketki mamy Hetki (Mother Hitton's Littul Kittons)
- Brian W. Aldiss – Rodzaj sztuki (A Kind of Artistry)
- H. Beam Piper(inne języki) – Bóg prochu (Gunpowder God)
- Ursula K. Le Guin – Naszyjnik Semley (Semley's Necklace)
- Fritz Leiber – Pojedynek (Moon Duel)
- Roger Zelazny – Drzwi jego twarzy, lampy jego ust (The Door of His Face, the Lamps of His Mouth)
- James Tiptree Jr. – Matka w niebie z diamentami (Mother in the Sky with Diamonds)